# Quartier de la Gare (Perpignan)
Pour les articles homonymes, voir Quartier de la Gare (homonymie).
Le quartier de la Gare (l'Estació en catalan) est un quartier de la ville de Perpignan.

## Description
Le quartier de la Gare est en pleine métamorphose pour qu'il redevienne un quartier populaire avec une architecture urbaine entièrement revalorisée. Il est classé quartier prioritaire avec 3 689 habitants en 2018 pour un taux de pauvreté de 46 %.
Le label Patrimoine du XXe siècle a été attribué à la Ville de Perpignan, par décision préfectorale le 20 janvier 2015, au quartier de la Gare. 

## Historique
Il s'urbanise avec l'arrivée du chemin de fer et en 1858 de la nouvelle gare. Le déclassement de l’enceinte en 1901 libère définitivement le quartier de la gare des contraintes militaires, ce qui encouragea sa liaison avec la ville.